# Katten Nisse
Nisse (orig. Heathcliff, också kallad Anderssons katt) är en tecknad seriefigur skapad av George Gately. Den har publicerats i Stockholms Tidningen och, efter dess nedläggning, Svenska Dagbladet. Där döptes den då till Anderssons katt, efter Stockholms Tidningens chefredaktör, Sven O. Andersson.
Ett flertal TV-serier (1980, 1984) och filmer har producerats med Heathcliff i huvudrollen.

## Röster

### Svenska
- Peter Harryson - Nisse
- Beatrice Järås - Sonja
- Staffan Hallerstam - Iggy
- Bert-Åke Varg - Farfar
- Beatrice Järås - Farmor
- Beatrice Järås - Marcy
- Cecilia Haglund - Marcy (i några avsnitt)
- Staffan Hallerstam - Spike
- Bert-Åke Varg - Hector
- Gunnar Ernblad - Wilfred
- Bert-Åke Varg - Mungo